# کریستیانو رونالدو
کریستیانو رونالدو دوس سانتوس آویرو (به پرتغالی: Cristiano Ronaldo dos Santos Aveiro؛ زادهٔ ۵ فوریهٔ ۱۹۸۵)، بازیکن فوتبال اهل پرتغال است که به عنوان کاپیتان برای باشگاه النصر در لیگ حرفه‌ای عربستان و تیم ملی پرتغال در پست مهاجم بازی می‌کند. او اغلب به عنوان یکی از بزرگ‌ترین بازیکنان تمام دوران شناخته می‌شود. رونالدو بیشتر از هر بازیکن اروپایی دیگر، پنج جایزهٔ توپ طلا و چهار جایزهٔ کفش طلای اروپا را دریافت کرده است. او در طول دوران حرفه‌ای‌اش ۳۵ جام کسب کرده که شامل هفت عنوان قهرمانی در لیگ، پنج لیگ قهرمانان اروپا، یک جام ملت‌های اروپا و یک لیگ ملت‌های اروپا می‌شود. رونالدو دارای بیشترین بازی (۱۸۳)، بیشترین گل زده (۱۴۰) و بیشترین پاس گل (۴۲) در لیگ قهرمانان اروپا، بیشترین گل زده در جام ملت‌های اروپا (۱۴)، بیشترین بازی ملی (۲۱۷) و بیشترین گل ملی در فوتبال مردان (۱۳۵) است. او از معدود بازیکن‌هایی است که در بیش از ۱۲۰۰ بازی رسمی حضور داشته و بیش از ۹۰۰ گل برای باشگاه و کشورش به ثمر رسانده است. همچنین تنها بازیکنی است که در پنج مسابقهٔ جام جهانی گلزنی کرده است.
او فوتبال حرفه‌ای را در ردهٔ بزرگسالان در اسپورتینگ آغاز کرد. در سال ۲۰۰۳ و در ۱۸ سالگی به منچستر یونایتد پیوست و در اولین فصلش در این تیم، قهرمان جام حذفی انگلستان شد. او در ادامه با این تیم، در سه فصل متوالی قهرمان لیگ برتر، سپس لیگ قهرمانان اروپا و جام باشگاه‌های جهان شد و در ۲۳ سالگی، برندهٔ اولین توپ طلایش شد. رونالدو در هنگام انتقال ۹۴ میلیون یورویی (۸۰ میلیون پوند) به رئال مادرید در سال ۲۰۰۹، به گران‌قیمت‌ترین بازیکن فوتبال در آن زمان تبدیل شد. او در رئال ۱۵ جام کسب کرد که شامل ۲ لا لیگا، ۲ کوپا دل ری و ۴ جام لیگ قهرمانان اروپا بود و به بهترین گلزن تاریخ رئال مادرید نیز تبدیل شد. او چهار بار دیگر در سال‌های ۲۰۱۳ و ۲۰۱۴ و همچنین در سال‌های ۲۰۱۶ و ۲۰۱۷ برندهٔ توپ طلا شد؛ و سه بار پشت سر رقیبش، لیونل مسی قرار گرفت. در سال ۲۰۱۸، رونالدو با مبلغ ۱۰۰ میلیون یورو (۸۸ میلیون پوند) از رئال مادرید به یوونتوس پیوست که او را به گران‌قیمت‌ترین بازیکن در لیگ ایتالیا و همچنین گران‌قیمت‌ترین بازیکن بالای ۳۰ سال در دنیا تبدیل کرد. او همراه با این تیم دو قهرمانی سری آ، یک قهرمانی کوپا ایتالیا و دو قهرمانی سوپرکاپ ایتالیا را کسب کرد. در سال ۲۰۲۱ به منچستر یونایتد بازگشت و در سال ۲۰۲۲ از این تیم جدا شد. پس از فسخ قراردادش با این باشگاه در سال ۲۰۲۳، با النصر قرارداد امضا کرد.
رونالدو در سال ۲۰۰۳ و در ۱۸ سالگی برای اولین بار برای تیم ملی بزرگسالان پرتغال به میدان رفت و تاکنون با بیش از ۱۹۰ بازی، بیشترین بازی را به عنوان یک بازیکن برای پرتغال انجام داده و همچنین با به ثمر رساندن بیش از ۱۰۰ گل ملی، بهترین گلزن تاریخ کشورش است. او تاکنون در ۱۱ تورنمنت بزرگ برای پرتغال به میدان رفته و در آن‌ها گلزنی کرده است. رونالدو اولین گل ملی‌اش را در یورو ۲۰۰۴ به ثمر رساند و تا رسیدن پرتغال به فینال نقش مؤثری داشت. از ژوئیه ۲۰۰۸، او کاپیتانی تیم ملی پرتغال را بر عهده دارد. در سال ۲۰۱۵، رونالدو از سوی فدراسیون فوتبال پرتغال به‌عنوان برترین بازیکن تاریخ این کشور انتخاب شد. سال بعد در یورو ۲۰۱۶، او پرتغال را به اولین عنوان قهرمانی در یک تورنمنت بزرگ رساند و کفش نقره‌ای مسابقات را دریافت کرد. او همچنین با پرتغال در لیگ ملت‌های اروپا ۲۰۱۹ قهرمان شد و بهترین گلزن مرحله نهایی شد و بعداً کفش طلای یورو ۲۰۲۰ را نیز گرفت.
رونالدو یکی از مشهورترین و ثروتمندترین ورزشکاران در جهان است. او در سال‌های ۲۰۱۶، ۲۰۱۷، ۲۰۲۳ و ۲۰۲۴ از سوی مجله فوربز به عنوان پردرآمدترین ورزشکار و از سال ۲۰۱۶ تا ۲۰۱۹ از سوی ای‌اس‌پی‌ان به‌عنوان مشهورترین ورزشکار دنیا انتخاب شد. مجله تایم در سال ۲۰۱۴، نام او را در فهرست صد فرد تأثیرگذار در دنیا قرار داد. او اولین بازیکن فوتبال و سومین ورزشکار در طول تاریخ است که بیش از ۱ میلیارد دلار درآمد کسب کرده است.

## اوایل زندگی
کریستیانو رونالدو دوس سانتوس آویرو در ۵ فوریهٔ ۱۹۸۵ در محلهٔ سائو پدرو در فونشال، پایتخت مادیرا، به دنیا آمد و در محلهٔ نزدیک سانتو آنتونیو بزرگ شد. او چهارمین و کوچک‌ترین فرزند ماریا دولورس دوس سانتوس ویویروس دا آویرو (آشپز) و خوزه دینیس آویرو (باغبان شهرداری و مدیر تدارکات پاره‌وقت) است. مادربزرگ او از طرف پدرش، ایزابل دا پیده، اهل جزیرهٔ سائو ویسنته، کیپ ورد بود. او یک برادر بزرگتر به نام هوگو و دو خواهر بزرگتر به نام‌های آلما و لیلیانا کاتیا دارد. مادرش می‌گوید که به دلیل فقر، اعتیاد پدرش به الکل و داشتن بیش از حد فرزند تا آن زمان، می‌خواست او را سقط کند اما پزشکش از انجام این عمل امتناع کرد. رونالدو در یک خانواده مسیحی کاتولیک و فقیر بزرگ شد و اتاقش با تمام خواهر و برادرهایش مشترک بود.
در کودکی، رونالدو از سال ۱۹۹۲ تا ۱۹۹۵ برای آندورینیا بازی کرد، که در آن‌جا پدرش مدیر تدارکات بود. و بعداً دو سال را با باشگاه ناسیونال گذراند. در سال ۱۹۹۷، او در ۱۲ سالگی برای آزمونی سه‌روزه به اسپورتینگ رفت و مدتی بعد قراردادی به مبلغ ۱٫۵۰۰ پوند امضا کرد. او سپس از مادیرا به آلکوشاچی در نزدیکی لیسبون نقل مکان کرد تا به آکادمی جوانان اسپورتینگ بپیوندد. در ۱۴ سالگی، او معتقد بود که توانایی بازی کردن به صورت نیمه حرفه‌ای را دارد و با مادرش موافقت کرد که تحصیلات خود را متوقف کند و کاملاً روی فوتبال تمرکز کند. رونالدو به عنوان یک دانش‌آموز زندگی پردردسری داشت، و با اقامت در منطقه لیسبون به دور از خانواده، نتوانست تحصیلات خود را بیشتر از کلاس ششم ادامه دهد. او در بین دانش‌آموزان مدرسه محبوب بود؛ با این حال، پس از پرتاب صندلی به سمت معلمش که به گفته‌اش به او «بی‌احترامی» کرده بود، اخراج شد. یک سال بعد تشخیص داده شد که او مبتلا به تاکی‌کاردی است، شرایطی که ممکن بود او را مجبور به ترک فوتبال کند؛ رونالدو تحت عمل جراحی قلب قرار گرفت که در آن از لیزر برای سوزاندن چندین مسیر قلبی به یک مسیر استفاده شد و میزان تپش قلب در حال استراحت او را تغییر داد. او ساعاتی پس از عمل از بیمارستان مرخص شد و چند روز بعد تمرینات خود را از سر گرفت.

## خارج از فوتبال

### زندگی شخصی
رونالدو یک مسیحی کاتولیک است. پدر رونالدو، به دلیل بیماری کبد ناشی از اعتیاد به الکل، در سپتامبر ۲۰۰۵ و زمانی که رونالدو ۲۰ سال داشت، درگذشت. رونالدو اعلام کرده که الکل مصرف نمی‌کند، و به دلیل افترا از سوی روزنامه دیلی میرور مبنی بر مصرف زیاد الکل در یک باشگاه شبانه، هنگام بهبودی مصدومیتش در ژوئیه ۲۰۰۸، از آنها خسارت دریافت کرد. او همچنین هیچ خالکوبی ندارد، زیرا به‌طور مرتب خون و مغز استخوان اهدا می‌کند.
رونالدو پنج فرزند دارد. اولین فرزندش (پسر) در ۱۷ ژوئن ۲۰۱۰ در ایالات متحده به دنیا آمد، و رونالدو اعلام کرد که حضانت کامل وی در اختیار اوست. رونالدو هرگز به صورت عمومی هویت مادر پسرش را فاش نکرده است. رونالدو در سال ۲۰۱۰ رابطه‌ای را با ایرینا شایک آغاز کرد. آنها در ژانویه ۲۰۱۵ به رابطهٔ خود پایان دادند.
در ۸ ژوئن ۲۰۱۷، دوقلوهای دختر—پسر رونالدو از طریق رحم اجاره‌ای به دنیا آمدند. چهارمین فرزند او (دختر) از رابطه با جورجینا رودریگز مدل اسپانیایی متولد آرژانتین در نوامبر ۲۰۱۷ به دنیا آمد و این زوج همچنان با هم در رابطه هستند؛ آنها انتظار داشتند دومین جفت دوقلو خانواده را در سال ۲۰۲۲ به دنیا بیاورند، اما قل پسر در هنگام زایمان فوت کرد و فقط قل دختر زنده ماند.
در ژانویه ۲۰۲۳، پس از اینکه رونالدو به همراه خانواده‌اش به عربستان سعودی نقل‌مکان کرد، حاکمان پادشاهی عربستان، رونالدو را از این قاعده که زوج‌های مجرد اجازه زندگی مشترک در عربستان سعودی را ندارند، مستثنی کردند. یک وکیل سعودی که نامش فاش نشده است به خبرگزاری اسپانیایی افه گفت که «قوانین پادشاهی هنوز هم زندگی مشترک بدون قرارداد ازدواج را ممنوع می‌کند،» اما مقامات سعودی شروع کرده‌اند که «چشمان خود را ببندند و از پیگرد قانونی افرادی مشخص، دست بردارند حتی اگر این قوانین در مواقع بروز مشکل یا جرم اعمال شود.»

### فعالیت‌های بشر دوستانه
رونالدو در طول دوران حرفه‌ای خود کمک‌های خیرخواهانه مختلفی کرده است. تصاویر تلویزیونی از زمین‌لرزه و سونامی اقیانوس هند در سال ۲۰۰۴، پسر بچه هشت ساله ای به نام مارتونیز را با پیراهن تیم ملی پرتغال نشان داد، که پس از کشته‌شدن خانواده‌اش به مدت ۱۹ روز سرگردان بود. پس از آن، رونالدو از آچه در اندونزی به منظور جمع‌آوری کمک‌های مالی برای مرمت و بازسازی خسارات بازدید کرد. رونالدو پس از گرفتن خسارتی فاش نشده از یک پرونده افترا از روزنامه سان در سال ۲۰۰۸، آن مبلغ را به یک مؤسسه خیریه در مادیرا اهدا کرد. در سال ۲۰۰۹، رونالدو صدهزار پوند به بیمارستانی که جان مادرش را در مادیرا پس از مبارزه با سرطان نجات داد، اهدا کرد تا آنها بتوانند یک مرکز درمانی سرطان در جزیره بسازند. در حمایت از قربانیان سیل مادیرا در سال ۲۰۱۰، رونالدو قول داد که در یک مسابقه خیریه در مادیرا بین باشگاه پورتو و بازیکنان باشگاه‌های ماریتیمو و ناسیونال، شرکت کند.
در سال ۲۰۱۲، رونالدو و مدیربرنامه‌اش هزینه درمان تخصصی یک پسر ۹ ساله مبتلا به سرطانی ظاهراً لاعلاج را پرداخت کردند. در دسامبر ۲۰۱۲، رونالدو به یک برنامه سلامتی ارائه شده توسط فیفا پیوست تا آگاهی کودکان را در مورد چگونگی دوری از شرایطی مانند اعتیاد به مواد مخدر، اچ‌آی‌وی، مالاریا و چاقی افزایش دهد. در ژانویه ۲۰۱۳، رونالدو به عنوان یکی از سفیران صندوق نجات کودکان انتخاب شد، سازمانی که امیدوار است بتواند به مبارزه با گرسنگی و چاقی کودکان کمک کند. در مارس ۲۰۱۳، رونالدو موافقت کرد که سفیر انجمن مراقبت از مانگرو در اندونزی باشد، سازمانی که هدف آن افزایش آگاهی در مورد حفاظت از مانگرو است.
رونالدو در سال ۲۰۱۵ پس از اهدای ۵ میلیون پوند به کمک‌های امدادی در زلزله نپال، به عنوان سخاوتمندترین ورزشکار جهان انتخاب شد. در ژوئن ۲۰۱۶، رونالدو کل پاداش ششصدهزار یورویی خود را پس از قهرمانی رئال مادرید در لیگ قهرمانان اروپا اهدا کرد؛ ماه اوت همان سال، در اقدام خیرخواهانه دیگری، یک اپلیکیشن سلفی برای کمک به نجات کودکان راه‌اندازی کرد که به کاربران اجازه می‌دهد با او در لباس و ژست‌های مختلفی سلفی بگیرند.

### مسائل حقوقی
در سال ۲۰۰۵، رونالدو به اتهام تجاوز جنسی به زنی در هتلی در لندن بازداشت و با قید وثیقه آزاد شد. رونالدو این اتهام را تکذیب کرد و پس از چند روز باوجود منصرف‌شدن این زن از ادعای خود، او در اسکاتلندیارد به دلیل «ناکافی بودن مدارک» نیز از این اتهام تبرئه شد. رونالدو در بیانیه‌ای اعلام کرد: «من همیشه قویاً بر بی‌گناهی‌ام تأکید داشته‌ام و خوشحالم که این ماجرا به پایان رسید تا بتوانم روی بازی‌کردن در منچستر یونایتد تمرکز کنم.»
در آوریل ۲۰۱۷، گزارش شد که رونالدو توسط اداره پلیس لاس وگاس به دلیل ادعای زنی مبنی بر اینکه در سال ۲۰۰۹ به او تجاوز کرده، تحت بازجویی قرار گرفته است. اسناد تأیید شده توسط وکلای رونالدو نشان می‌داد که او ۳۷۵ هزار دلار آمریکا به یک زن در یک توافق‌نامه عدم افشای اطلاعات پرداخت کرده است. در ژوئیه ۲۰۱۹، دادستان‌های لاس وگاس گفتند که رونالدو را به اتهام تجاوز جنسی متهم نمی‌کنند. این بیانیه می‌افزاید: «بر اساس بررسی اطلاعات در حال حاضر، اتهامات تجاوز جنسی علیه کریستیانو رونالدو را نمی‌توان فراتر از یک شک معقول اثبات کرد.» این زن در سال ۲۰۱۸ دوباره تلاش کرد پرونده را در نوادا بازگشایی و رونالدو را متهم کند؛ اما در ژوئن ۲۰۲۲، در نهایت این شکایت با یک حکم قطعی در دادگاه منطقه ای ایالات متحده در ناحیه نوادا رد شد.

## آمار و ارقام

### باشگاهی
تا تاریخ ۸ نوامبر ۲۰۲۴
| باشگاه               | فصل                  | لیگ                  | لیگ  | لیگ | جام حذفی | جام حذفی | جام اتحادیه | جام اتحادیه | قاره‌ای | قاره‌ای | سایر | سایر | مجموع | مجموع |
| باشگاه               | فصل                  | دسته                 | بازی | گل  | بازی     | گل       | بازی        | گل          | بازی   | گل     | بازی | گل   | بازی  | گل    |
| -------------------- | -------------------- | -------------------- | ---- | --- | -------- | -------- | ----------- | ----------- | ------ | ------ | ---- | ---- | ----- | ----- |
| اسپورتینگ            | ۰۳–۲۰۰۲              | لیگ پرتغال           | ۲۵   | ۳   | ۳        | ۲        | _           | _           | ۳      | ۰      | ۰    | ۰    | ۳۱    | ۵     |
| مجموع اسپورتینگ      | مجموع اسپورتینگ      | مجموع اسپورتینگ      | ۲۵   | ۳   | ۳        | ۲        | _           | _           | ۳      | ۰      | ۰    | ۰    | ۳۱    | ۵     |
| منچستر یونایتد       | ۰۴–۲۰۰۳              | لیگ برتر             | ۲۹   | ۴   | ۵        | ۲        | ۱           | ۰           | ۵      | ۰      | ۰    | ۰    | ۴۰    | ۶     |
| منچستر یونایتد       | ۰۵–۲۰۰۴              | لیگ برتر             | ۳۳   | ۵   | ۷        | ۴        | ۲           | ۰           | ۸      | ۰      | ۰    | ۰    | ۵۰    | ۹     |
| منچستر یونایتد       | ۰۶–۲۰۰۵              | لیگ برتر             | ۳۳   | ۹   | ۲        | ۰        | ۴           | ۲           | ۸      | ۱      | _    | _    | ۴۷    | ۱۲    |
| منچستر یونایتد       | ۰۷–۲۰۰۶              | لیگ برتر             | ۳۴   | ۱۷  | ۷        | ۳        | ۱           | ۰           | ۱۱     | ۳      | _    | _    | ۵۳    | ۲۳    |
| منچستر یونایتد       | ۰۸–۲۰۰۷              | لیگ برتر             | ۳۴   | ۳۱  | ۳        | ۳        | ۰           | ۰           | ۱۱     | ۸      | ۱    | ۰    | ۴۹    | ۴۲    |
| منچستر یونایتد       | ۰۹–۲۰۰۸              | لیگ برتر             | ۳۳   | ۱۸  | ۲        | ۱        | ۴           | ۲           | ۱۲     | ۴      | ۲    | ۱    | ۵۳    | ۲۶    |
| مجموع منچستر یونایتد | مجموع منچستر یونایتد | مجموع منچستر یونایتد | ۱۹۶  | ۸۴  | ۲۶       | ۱۳       | ۱۲          | ۴           | ۵۵     | ۱۶     | ۳    | ۱    | ۲۹۲   | ۱۱۸   |
| رئال مادرید          | ۱۰–۲۰۰۹              | لا لیگا              | ۲۹   | ۲۶  | ۰        | ۰        | _           | _           | ۶      | ۷      | _    | _    | ۳۵    | ۳۳    |
| رئال مادرید          | ۱۱–۲۰۱۰              | لا لیگا              | ۳۴   | ۴۰  | ۸        | ۷        | _           | _           | ۱۲     | ۶      | _    | _    | ۵۴    | ۵۳    |
| رئال مادرید          | ۱۲–۲۰۱۱              | لا لیگا              | ۳۸   | ۴۶  | ۵        | ۳        | _           | _           | ۱۰     | ۱۰     | ۲    | ۱    | ۵۵    | ۶۰    |
| رئال مادرید          | ۱۳–۲۰۱۲              | لا لیگا              | ۳۴   | ۳۴  | ۷        | ۷        | _           | _           | ۱۲     | ۱۲     | ۲    | ۲    | ۵۵    | ۵۵    |
| رئال مادرید          | ۱۴–۲۰۱۳              | لا لیگا              | ۳۰   | ۳۱  | ۶        | ۳        | _           | _           | ۱۱     | ۱۷     | _    | _    | ۴۷    | ۵۱    |
| رئال مادرید          | ۱۵–۲۰۱۴              | لا لیگا              | ۳۵   | ۴۸  | ۲        | ۱        | _           | _           | ۱۲     | ۱۰     | ۵    | ۲    | ۵۴    | ۶۱    |
| رئال مادرید          | ۱۶–۲۰۱۵              | لا لیگا              | ۳۶   | ۳۵  | ۰        | ۰        | _           | _           | ۱۲     | ۱۶     | _    | _    | ۴۸    | ۵۱    |
| رئال مادرید          | ۱۷–۲۰۱۶              | لا لیگا              | ۲۹   | ۲۵  | ۲        | ۱        | _           | _           | ۱۳     | ۱۲     | ۲    | ۴    | ۴۶    | ۴۲    |
| رئال مادرید          | ۱۸–۲۰۱۷              | لا لیگا              | ۲۷   | ۲۶  | ۰        | ۰        | _           | _           | ۱۳     | ۱۵     | ۴    | ۳    | ۴۴    | ۴۴    |
| مجموع رئال مادرید    | مجموع رئال مادرید    | مجموع رئال مادرید    | ۲۹۲  | ۳۱۱ | ۳۰       | ۲۲       | _           | _           | ۱۰۱    | ۱۰۵    | ۱۵   | ۱۲   | ۴۳۸   | ۴۵۰   |
| یوونتوس              | ۱۹–۲۰۱۸              | سری آ                | ۳۱   | ۲۱  | ۲        | ۰        | _           | _           | ۹      | ۶      | ۱    | ۱    | ۴۳    | ۲۸    |
| یوونتوس              | ۲۰–۲۰۱۹              | سری آ                | ۳۳   | ۳۱  | ۴        | ۲        | _           | _           | ۸      | ۴      | ۱    | ۰    | ۴۶    | ۳۷    |
| یوونتوس              | ۲۱–۲۰۲۰              | سری آ                | ۳۳   | ۲۹  | ۴        | ۲        | _           | _           | ۶      | ۴      | ۱    | ۱    | ۴۴    | ۳۶    |
| یوونتوس              | ۲۲–۲۰۲۱              | سری آ                | ۱    | ۰   | ۰        | ۰        | _           | _           | ۰      | ۰      | ۰    | ۰    | ۱     | ۰     |
| مجموع یوونتوس        | مجموع یوونتوس        | مجموع یوونتوس        | ۹۸   | ۸۱  | ۱۰       | ۴        | _           | _           | ۲۳     | ۱۴     | ۳    | ۲    | ۱۳۴   | ۱۰۱   |
| منچستر یونایتد       | ۲۲–۲۰۲۱              | لیگ برتر             | ۳۰   | ۱۸  | ۱        | ۰        | ۰           | ۰           | ۷      | ۶      | —    | —    | ۳۸    | ۲۴    |
| منچستر یونایتد       | ۲۳–۲۰۲۲              | لیگ برتر             | ۱۰   | ۱   | ۰        | ۰        | ۰           | ۰           | ۶      | ۲      | —    | —    | ۱۶    | ۳     |
| مجموع منچستر یونایتد | مجموع منچستر یونایتد | مجموع منچستر یونایتد | ۴۰   | ۱۹  | ۱        | ۰        | ۰           | ۰           | ۱۳     | ۸      | —    | —    | ۵۴    | ۲۷    |
| النصر                | ۲۳–۲۰۲۲              | لیگ عربستان          | ۱۶   | ۱۴  | ۲        | ۰        | —           | —           | —      | —      | ۱    | ۰    | ۱۹    | ۱۴    |
| النصر                | ۲۴–۲۰۲۳              | لیگ عربستان          | ۳۱   | ۳۵  | ۴        | ۳        | —           | —           | ۹      | ۶      | ۷    | ۶    | ۵۱    | ۵۰    |
| مجموع النصر          | مجموع النصر          | مجموع النصر          | ۵۶   | ۵۵  | ۷        | ۳        | —           | —           | ۱۲     | ۸      | ۱۰   | ۸    | ۸۵    | ۷۴    |
| مجموع آمار           | مجموع آمار           | مجموع آمار           | ۷۰۹  | ۵۵۳ | ۷۷       | ۴۴       | ۱۲          | ۴           | ۲۰۷    | ۱۵۱    | ۳۱   | ۲۳   | ۱,۰۳۶ | ۷۷۵   |

### ملی
تا تاریخ ۱۵ نوامبر ۲۰۲۴
| تیم               | سال          | رسمی | رسمی | دوستانه | دوستانه | مجموع | مجموع |
| تیم               | سال          | بازی | گل   | بازی    | گل      | بازی  | گل    |
| ----------------- | ------------ | ---- | ---- | ------- | ------- | ----- | ----- |
| زیر ۱۵ سال پرتغال | ۲۰۰۱         | ۲    | ۱    | ۷       | ۶       | ۹     | ۷     |
| زیر ۱۷ سال پرتغال | ۲۰۰۱         | —    | —    | ۳       | ۲       | ۳     | ۲     |
| زیر ۱۷ سال پرتغال | ۲۰۰۲         | ۴    | ۳    | ۰       | ۰       | ۴     | ۳     |
| زیر ۲۰ سال پرتغال | ۲۰۰۳         | —    | —    | ۵       | ۱       | ۵     | ۱     |
| زیر ۲۱ سال پرتغال | ۲۰۰۲         | ۰    | ۰    | ۱       | ۱       | ۱     | ۱     |
| زیر ۲۱ سال پرتغال | ۲۰۰۳         | ۷    | ۲    | ۲       | ۰       | ۹     | ۲     |
| زیر ۲۳ سال پرتغال | ۲۰۰۴         | ۲    | ۱    | ۱       | ۱       | ۳     | ۲     |
| پرتغال            | ۲۰۰۳         | —    | —    | ۲       | ۰       | ۲     | ۰     |
| پرتغال            | ۲۰۰۴         | ۱۱   | ۷    | ۵       | ۰       | ۱۶    | ۷     |
| پرتغال            | ۲۰۰۵         | ۷    | ۲    | ۴       | ۰       | ۱۱    | ۲     |
| پرتغال            | ۲۰۰۶         | ۱۰   | ۴    | ۴       | ۲       | ۱۴    | ۶     |
| پرتغال            | ۲۰۰۷         | ۹    | ۵    | ۱       | ۰       | ۱۰    | ۵     |
| پرتغال            | ۲۰۰۸         | ۵    | ۱    | ۳       | ۰       | ۸     | ۱     |
| پرتغال            | ۲۰۰۹         | ۵    | ۰    | ۲       | ۱       | ۷     | ۱     |
| پرتغال            | ۲۰۱۰         | ۶    | ۳    | ۵       | ۰       | ۱۱    | ۳     |
| پرتغال            | ۲۰۱۱         | ۶    | ۵    | ۲       | ۲       | ۸     | ۷     |
| پرتغال            | ۲۰۱۲         | ۹    | ۴    | ۴       | ۱       | ۱۳    | ۵     |
| پرتغال            | ۲۰۱۳         | ۶    | ۷    | ۳       | ۳       | ۹     | ۱۰    |
| پرتغال            | ۲۰۱۴         | ۵    | ۳    | ۴       | ۲       | ۹     | ۵     |
| پرتغال            | ۲۰۱۵         | ۴    | ۳    | ۱       | ۰       | ۵     | ۳     |
| پرتغال            | ۲۰۱۶         | ۱۰   | ۱۰   | ۳       | ۳       | ۱۳    | ۱۳    |
| پرتغال            | ۲۰۱۷         | ۱۰   | ۱۰   | ۱       | ۱       | ۱۱    | ۱۱    |
| پرتغال            | ۲۰۱۸         | ۴    | ۴    | ۳       | ۲       | ۷     | ۶     |
| پرتغال            | ۲۰۱۹         | ۱۰   | ۱۴   | —       | —       | ۱۰    | ۱۴    |
| پرتغال            | ۲۰۲۰         | ۴    | ۲    | ۲       | ۱       | ۶     | ۳     |
| پرتغال            | ۲۰۲۱         | ۱۱   | ۱۱   | ۳       | ۲       | ۱۴    | ۱۳    |
| پرتغال            | ۲۰۲۲         | ۱۲   | ۳    | ۰       | ۰       | ۱۲    | ۳     |
| پرتغال            | ۲۰۲۳         | ۹    | ۱۰   | ۰       | ۰       | ۹     | ۱۰    |
|                   | ۲۰۲۴         | ۱۰   | ۵    | ۲       | ۲       | ۱۲    | ۷     |
| مجموع پرتغال      | مجموع پرتغال | ۱۶۳  | ۱۱۳  | ۵۴      | ۲۲      | ۲۱۷   | ۱۳۵   |
| کل                | کل           | ۱۷۸  | ۱۲۰  | ۷۳      | ۳۳      | ۲۵۱   | ۱۵۳   |

## جوایز

### باشگاهی

#### اسپورتینگ
- سوپر جام فوتبال پرتغال: ۲۰۰۲

#### منچستر یونایتد
- لیگ برتر فوتبال انگلستان: ۰۷–۲۰۰۶، ۰۸–۲۰۰۷، ۰۹–۲۰۰۸
- جام حذفی انگلستان: ۰۴–۲۰۰۳
- جام اتحادیه انگلستان: ۰۶–۲۰۰۵، ۰۹–۲۰۰۸
- جام خیریه انگلستان: ۲۰۰۷
- لیگ قهرمانان اروپا: ۰۸–۲۰۰۷
- جام باشگاه‌های جهان: ۲۰۰۸

#### رئال مادرید
- لا لیگا: ۱۲–۲۰۱۱، ۱۷–۲۰۱۶
- کوپا دل ری: ۱۱–۲۰۱۰، ۱۴–۲۰۱۳
- سوپر جام اسپانیا: ۲۰۱۲، ۲۰۱۷
- لیگ قهرمانان اروپا: ۱۴–۲۰۱۳، ۱۶–۲۰۱۵، ۱۷–۲۰۱۶، ۱۸–۲۰۱۷
- سوپرجام اروپا: ۲۰۱۴، ۲۰۱۷
- جام باشگاه‌های جهان: ۲۰۱۴، ۲۰۱۶، ۲۰۱۷

#### یوونتوس
- سری آ: ۱۹–۲۰۱۸، ۲۰–۲۰۱۹
- کوپا ایتالیا: ۲۱–۲۰۲۰
- سوپر جام ایتالیا: ۲۰۱۸، ۲۰۲۰

#### النصر
- جام قهرمانان باشگاه‌های عربی: ۲۰۲۳

### ملی

#### زیر ۲۰ سال پرتغال
- مسابقات تولون: ۲۰۰۳[۷۱]

#### پرتغال
- جام ملت‌های اروپا: ۲۰۱۶[۷۲]
- لیگ ملت‌های اروپا: ۱۹–۲۰۱۸[۷۳]
- لیگ ملت‌های اروپا: ۲۵–۲۰۲۴

### فردی

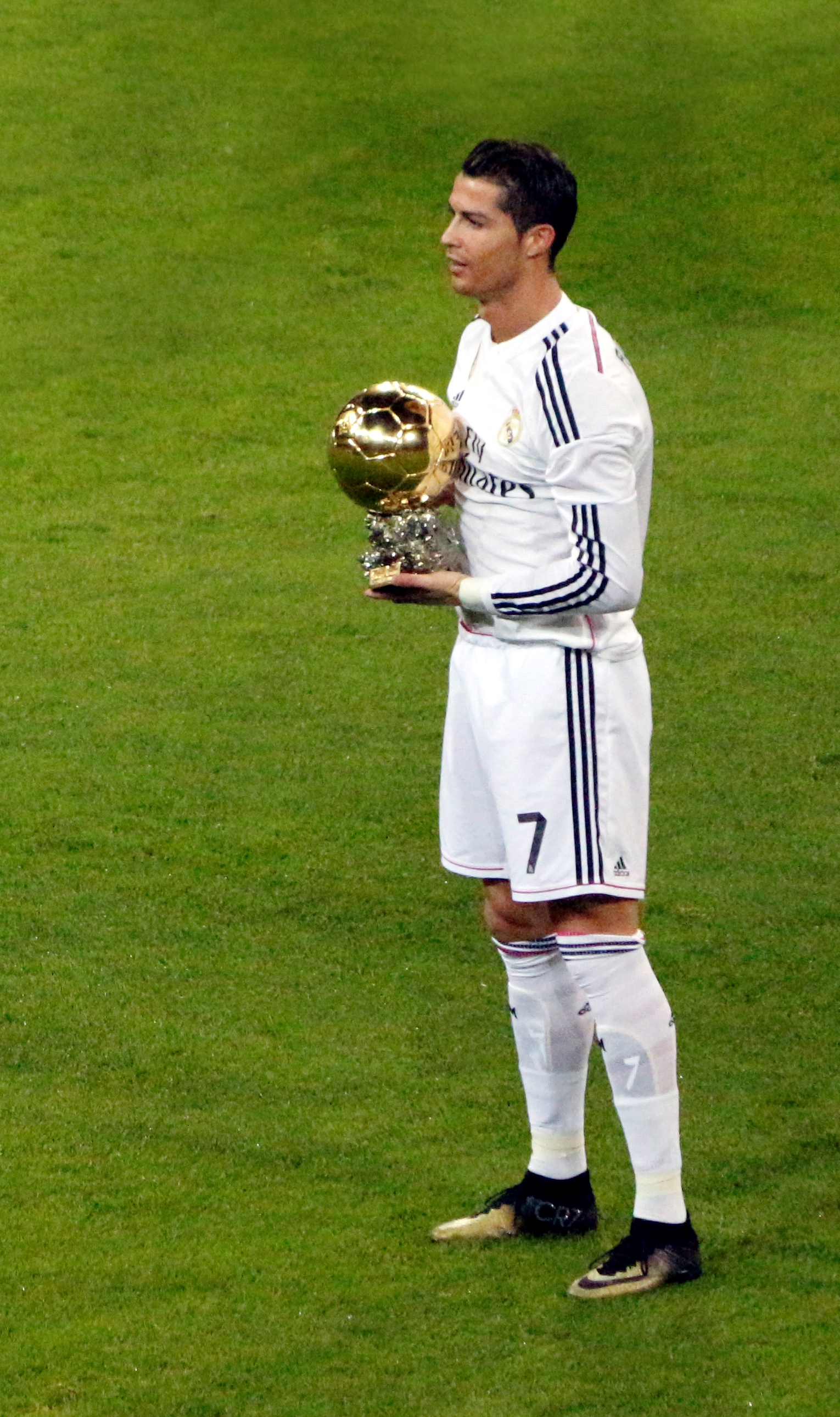
رونالدو با سومین توپ طلای خود در ژانویه ۲۰۱۵ در سانتیاگو برنابئو که مورد تحسین هواداران رئال مادرید قرار گرفت

- توپ طلا: ۲۰۰۸، ۲۰۱۳، ۲۰۱۴، ۲۰۱۶، ۲۰۱۷
- کفش طلای اروپا: ۰۸–۲۰۰۷، ۱۱–۲۰۱۰، ۱۴–۲۰۱۳، ۱۵–۲۰۱۴
- بازیکن سال فوتبال جهان: ۲۰۰۸
- بهترین بازیکن مرد فیفا: ۲۰۱۶، ۲۰۱۷
- بهترین بازیکن سال گلوب ساکر: ۲۰۱۱، ۲۰۱۳، ۲۰۱۴، ۲۰۱۶، ۲۰۱۷، ۲۰۱۸، ۲۰۱۹
- بهترین بازیکن قرن بیست و یکم گلوب ساکر: ۲۰۲۰–۲۰۰۱[۷۴]
- جایزه ویژه فیفا برای دستاوردهای برجسته: ۲۰۲۱[III][۷۶]
- جایزه پوشکاش فیفا: ۲۰۰۹
- حضور در تیم سال یوفا: ۲۰۰۴، ۲۰–۲۰۰۷
- جایزه بهترین بازیکن باشگاهی سال یوفا: ۰۸–۲۰۰۷
- جایزه بهترین مهاجم سال یوفا: ۰۸–۲۰۰۷، ۱۷–۲۰۱۶، ۱۸–۲۰۱۷
- جایزه بهترین بازیکن مرد سال یوفا: ۱۴–۲۰۱۳، ۲۰۱۶–۲۰۱۵، ۱۷–۲۰۱۶
- جایزه براوو: ۲۰۰۴
- بازیکن جوان منحصر بفرد سال: ۰۴–۲۰۰۳، ۰۵–۲۰۰۴[۷۷]
- بازیکن سال پی‌اف‌ای: ۰۷–۲۰۰۶، ۰۸–۲۰۰۷
- بازیکن فصل لیگ برتر انگلستان: ۰۷–۲۰۰۶، ۰۸–۲۰۰۷
- کفش طلای لیگ برتر فوتبال انگلستان: ۰۸–۲۰۰۷
- بهترین بازیکن سال سر مت بازبی: ۰۴–۲۰۰۳، ۰۷–۲۰۰۶، ۰۸–۲۰۰۷، ۲۲–۲۰۲۱
- بازیکن سال انجمن نویسندگان فوتبال: ۰۷–۲۰۰۶، ۰۸–۲۰۰۷
- بازیکن سال مجله ورلد ساکر: ۲۰۰۸، ۲۰۱۳، ۲۰۱۴، ۲۰۱۶ و ۲۰۱۷
- جایزه بهترین گلزن فصل لالیگا: ۱۱–۲۰۱۰، ۱۴–۲۰۱۳، ۱۵–۲۰۱۴
- بازیکن سال اسپانیا از نظر مارکا: ۱۲–۲۰۱۱، ۱۳–۲۰۱۲، ۱۴–۲۰۱۳ و ۱۶–۲۰۱۵
- بازیکن سال سری آ: ۲۰۱۹، ۲۰۲۰
- کفش طلای سری آ: ۲۱–۲۰۲۰
- بازیکن سال فدراسیون فوتبال پرتغال: ۲۰۱۶، ۲۰۱۷، ۲۰۱۸، ۲۰۱۹، ۲۰۲۲[۷۸]
- حضور در تیم منتخب یورو: ۲۰۰۴، ۲۰۱۲، ۲۰۱۶
- کفش طلای یورو: ۲۰۲۰[۷۹][۸۰]
- کفش طلای جام قهرمانان باشگاه‌های عربی: ۲۰۲۳
- کفش طلای لیگ حرفه ای عربستان: ۲۰۲۴–۲۰۲۳
- جایزه ویژه یوفا برای دستاوردهای برجسته: ۲۰۲۴

## یادداشت
1. ↑  سه توپ طلا توسط مجله فرانس فوتبال (۲۰۰۸، ۲۰۱۶، ۲۰۱۷) و دو توپ طلای فیفا (۲۰۱۳، ۲۰۱۴)
2. ↑  در لیگ اروپا
3. ↑  برای شکستن رکورد بیشترین گل ملی توسط یک فوتبالیست مرد (شکسته‌شدن رکورد علی دایی)[۷۵]

1. ↑  این عدد طبق اعلام منابع، بین ۱٫۸۵ تا ۱٫۸۹ متغیر است. بر اساس فیفا و اسپورتس ایلاستریتد ۱٫۸۵،[۲][۳] ساکِروِی و یورو اسپورت ۱٫۸۷،[۴] و فدراسیون فوتبال پرتغال ۱٫۸۹.[۵]
2. ↑  اگرچه مسابقه‌ای برای تعیین تیم سوم برگزار نشد، اما یوفا به هر دو بازنده نیمه نهایی (آلمان و پرتغال) مدال برنز داد.[۶]